# Paraglyphesis
Paraglyphesis là một chi nhện trong họ Linyphiidae.